# Репка, Христофер
Христофер Репка (род. 6 октября 1998, Стара Любовня, Прешовский край) — словацкий шахматист, гроссмейстер (2018).

## Биография
Репка получил титул международного мастера (IM) в 2016 году, в 2018 году титул гроссмейстера (GM), став самым молодым гроссмейстером в истории Словакии. В 2017 и 2018 годах он выиграл чемпионат Словакии по шахматам. Репка занимает второе место в рейтинге словацких шахматистов по состоянию на май 2018 года.

## Спортивные результаты
| Год  | Город            | Турнир                                    | + | − | = | Результат | Место  |
| ---- | ---------------- | ----------------------------------------- | - | - | - | --------- | ------ |
| 2014 | Прьевидза        | Чемпионат Словакии                        | 4 | 1 | 4 | 6 из 9    | [ 6 ]  |
| 2015 | Марианске-Лазне  | «MARIENBAD OPEN 2015 — B1»                | 6 | 1 | 2 | 7 из 9    | [ 7 ]  |
|      | Майрхофен        | «Mitropa Cup 2015 Open»                   | 3 | 1 | 5 | 5½ из 9   | [ 8 ]  |
|      | Банска-Штьявница | «GM Stiavnica — MSR jednotlivcov 2015»    | 4 | 1 | 4 | 6 из 9    | [ 9 ]  |
| 2016 | Стара-Любовня    | «GM turnaj Stara Lubovna Slovakia Tour»   | 5 | 1 | 3 | 6½ из 9   | [ 10 ] |
| 2017 | Банска-Штьявница | «Majstrovstva SR 2017 uzavrety GM turnaj» | 4 | 0 | 5 | 6½ из 9   | [ 11 ] |

## Изменения рейтинга
| Графики недоступны из-за технических проблем. См. информацию на Фабрикаторе и на mediawiki.org. |